# Шотландський націоналізм
Шотландський націоналізм — політичний рух, ідеологія та суспільна течія, що прагне до збереження, розвитку і посилення національної ідентичності Шотландії, а також до здобуття більшої автономії або повної незалежності від Сполученого Королівства.

## Історія

### Початки
Ідеї шотландської самобутності існували ще за часів Унії 1707 року, коли Шотландія втратила свій парламент і стала частиною Королівства Великої Британії. Упродовж XVIII—XIX століть зберігалися культурні і політичні елементи шотландської автономії (правова система, церква, освіта), проте політичні вимоги до самоуправління активізувалися лише у XX столітті.

### XX століття
У 1934 році була заснована Шотландська національна партія (ШНП), яка стала головною політичною силою, що виступає за незалежність. У 1970-х роках рух за самоврядування посилився на тлі нафтового буму в Північному морі, що породило гасло: «It's Scotland's oil!» (Це шотландська нафта!).
У 1979 році відбувся перший референдум щодо деволюції — відновлення шотландського парламенту. Хоча більшість виборців проголосувала «за», вимога щодо мінімальної явки не була виконана, і реформа не відбулася.
Лише у 1997 році, після другого референдуму, було прийнято рішення про створення Шотландського парламенту, який було відкрито у 1999 році з широкими повноваженнями в галузі внутрішньої політики.

### XXI століття
У 2011 році Шотландська національна партія здобула абсолютну більшість у парламенті Шотландії, що дало їй мандат на проведення референдуму про незалежність у 2014 році. На референдумі 55 % виборців висловилися проти незалежності, 45 % — за.
Після виходу Великої Британії з Європейського Союзу у 2020 році шотландський націоналізм знову набрав сили, оскільки більшість шотландців проголосували за збереження членства в ЄС. ШНП продовжує домагатися проведення другого референдуму, проте уряд Великої Британії наразі блокує таку ініціативу.

## Основні ідеї
Шотландський націоналізм ґрунтується на таких принципах:
- право шотландського народу на самовизначення;
- збереження та розвиток шотландської мови і культури;
- соціальна справедливість і добробут громадян;
- європейська інтеграція незалежної Шотландії;
- контроль над природними ресурсами, зокрема нафтою і газом Північного моря.

## Політичні партії
- Шотландська національна партія (ШНП) — головна націоналістична сила, що виступає за незалежність мирним демократичним шляхом.
- Шотландська зелена партія — підтримує незалежність з екологічних і соціальних позицій.
- Альба (партія) — утворена у 2021 році колишнім лідером ШНП Алексом Салмондом, займає більш радикальні позиції.

## Критика
Критики шотландського націоналізму вказують на ризики економічної нестабільності у разі відокремлення, зокрема питання валюти, торгівлі та кордонів. Також висловлюються побоювання щодо можливого зменшення впливу Шотландії у глобальному контексті та втрачених переваг від перебування у складі Великої Британії.